# (17203) 2000 AM64
A (17203) 2000 AM64 egy kisbolygó a Naprendszerben. A LINEAR projekt keretében fedezték fel 2000. január 4-én.